# Blagoevgrad
Blagoevgrad (bugarski Благоевград) je grad na jugozapadu Bugarske, upravno je središte oblasti Blagoevgrad sa svojih 76 075 stanovnika, po popisu iz 2007. godine. 
Kroz grad teče rijeka Bistrica.
Blagoevgrad je gospodarski i kulturni centar jugozapadne Bugarske. Smješten je u strumičkoj dolini koju tvori rijeka Struma, na obroncima Rilske i Pirinske planine, 101 km južno od Sofije, blizu granica sa; Grčkom, Srbijom i Sjevernom Makedonijom.

## Povijest
U okolici današnjeg Blagoevgrada nalazilo se tračko naselje Scaptopara (grčki Σκαπτοπαρα) podignuto oko 300. pr. Kr. Ovo naselje bilo je poznato po brojnim izvorima termalne vode u okolici. Njime su zavladali Rimljani kao i ostalim dijelovima tadašnje Mezije.
O nekom naselju za ranog srednjeg vijeka ne zna se ništa. Za vrijeme Otomanskog carstva razvilo se naselje naseljeno uglavnom muslimanskim stanovništvom zvano Cuma-ı Bala ( što na perzijskom i turskom znači Gornja Džuma. Prvi bugarski stanovnici u tadašnjoj Gornjoj Džumaji pojavljuju se tek na početku XIX stoljeća, za vrijeme bugarskog nacionalnog preporoda u svom naselju kojeg su nazvali Varoša. Tad je izgrađena i Bogorodičina crkva 1844. godine. Za preporoda je osnovana i Narodno čitalište) 1866. godine koje je odigralo veliku ulogu u buđenju nacionalnih osjećaja. Grad je oslobođen nakon Balkanskih ratova 1912. – 1913.
Grad je prezvan u Blagoevgrad od strane tadašnjih komunističkih vlasti 1950. godine po osnivaču Bugarske radničke socijaldemokratske stranke (BRSDP), Dimitru Blagoevu. Prije grad je bio znan kao Gorna Džumaja (bugarski Горна Джумая).

## Školstvo
Današnji Blagoevgrad je veliki sveučilišni grad, prepun studenata. U gradu djeluju dva sveučilišta; 
- Jugozapadno sveučilište Neofit Rilski i
- Američko sveučilište u Bugarskoj

U gradu djeluje i poznata povijesna zdravstvena Visoka nacionalna škola Sv Kirila i Metoda, koja je nekad djelovala u Solunu kao  Bugarska muška viša škola iz Soluna, u Blagoevgrad je preseljena 1913. godine.

## Zbratimljeni gradovi
- Auburn, Alabama, Sjedinjene Američke Države
- Delčevo, Sjeverna Makedonija
- Skopje, Sjeverna Makedonija
- Seres, Grčka
- Solun, Grčka
- Székesfehérvár, Mađarska
- Nagasaki, Japan
- Batumi, Gruzija

## Vanjske poveznice
- Informacijski portal Blagoevgrada
- Općinske stranice Blagoevgrada  Arhivirana inačica izvorne stranice od 30. rujna 2020. (Wayback Machine)
- Američko sveučilište iz Blagoevgrada
- Sveučilište Neofit Rilski